# Burni Umang
Burni Umang är ett berg i Indonesien.   Det ligger i provinsen Aceh, i den västra delen av landet, 1 600 km nordväst om huvudstaden Jakarta. Toppen på Burni Umang är 1 489 meter över havet.
Terrängen runt Burni Umang är kuperad åt sydost, men åt nordväst är den bergig.Runt Burni Umang är det mycket glesbefolkat, med 2 invånare per kvadratkilometer. I omgivningarna runt Burni Umang växer i huvudsak städsegrön lövskog.